# Zbrodnia w Szeszorach
Zbrodnia w Szeszorach – zbrodnia dokonana 31 marca 1944 roku przez ukraińskich nacjonalistów na Polakach we wsi Szeszory, położonej w byłym powiecie kosowskim województwa stanisławowskiego.

## Okoliczności zbrodni
Przed II wojną światową w Szeszorach mieszkało około 450 Polaków, co stanowiło jedną czwartą ludności wsi. Polacy mieszkali głównie w pobliżu zamku, kościoła pw. Matki Boskiej Ostrobramskiej oraz drogi do Pistynia. Od 1943 roku pod wpływem propagandy nacjonalistów ukraińskich rusińska i ukraińska większość zaczęła odnosić się wrogo do Polaków. 24 lipca 1943 w rejonie wsi banderowcy zamordowali porwanych z Pistynia lekarza Kalinowicza oraz księdza Józefa Grzesiowskiego. W nocy z 1 na 2 października 1943 dokonano w Szeszorach napadu na dwa domy Skoreckich, którym w ostatniej chwili udało się zbiec. Pod wpływem doniesień o takich atakach część Polaków wyjechała do miejscowości uznawanych za bardziej bezpieczne.

## Przebieg zbrodni
Dzień przed zbrodnią (30 marca 1944) sympatycy OUN-B w Szeszorach spotkali się na naradzie, na której uzgodniono wymordowanie miejscowych Polaków. Mord poprzedził obrzęd święcenia noży. Po nim zabójcy przeszli do polskiej części wsi i rozpoczęli zabijanie za pomocą narzędzi gospodarskich napotkanych Polaków, nie wyłączając tych z mieszanych rodzin. Podpalono kościół, w którym zginęło 36 osób. Spalono także większość polskich budynków. Polacy szukali ratunku w ucieczce bądź kryjąc się w domach przyjaznych Rusinów i Ukraińców.
Zabijanie trwało od godziny 23. do 5. nad ranem. Szeszory należą do 11 miejscowości województwa stanisławowskiego, w których zabito 100 lub więcej Polaków.